# Kazimierz Chodkiewicz
Kazimierz Stanisław Chodkiewicz (ur. 17 października 1892 we Lwowie, zm. 16 maja 1980 w Londynie) – pułkownik żandarmerii Wojska Polskiego, kawaler Orderu Virtuti Militari, filozof, ezoteryk i teozof.

## Życiorys
Urodził się 17 października 1892 roku we Lwowie, w rodzinie Mieczysława i Amalii z domu Trelka. Po ukończeniu gimnazjum został przyjęty na Uniwersytet Franciszkański we Lwowie. Studiował języki klasyczne, filozofię i pedagogikę. Ukończył studia z tytułem magistra. Od 1 lipca 1914 do 28 października 1918 służył w cesarskiej i królewskiej Armii.
W grudniu 1918 roku został wcielony do Lotnego Oddziału Żandarmerii Polowej we Lwowie. 22 maja 1920 roku został przeniesiony z 6/II batalionu wartowniczego, stacjonującego na terenie Okręgu Generalnego „Lublin”, do Dowództwa Żandarmerii Wojskowej, przy czym przydział służbowy był „czasowy aż do reaktywacji”. 27 sierpnia 1920 roku został zatwierdzony z dniem 1 kwietnia 1920 roku w stopniu rotmistrza, w żandarmerii, w grupie oficerów byłej armii austro-węgierskiej. Pełnił wówczas służbę w dywizjonie żandarmerii wojskowej nr 5 w Krakowie.
3 maja 1922 roku został zweryfikowany w stopniu kapitana ze starszeństwem z dniem 1 czerwca 1919 roku i 22. lokatą w korpusie oficerów żandarmerii. W styczniu 1923 roku przeniesiony został z 5 dywizjonu żandarmerii w Krakowie do Centralnej Szkoły Żandarmerii w Grudziądzu na stanowisko instruktora. W następnym roku mianowany został dyrektorem nauk – zastępcą komendanta szkoły (w 1927 roku przeformowanej w dywizjon szkolny żandarmerii). 1 grudnia 1924 roku został awansowany na majora ze starszeństwem z dniem 15 sierpnia 1924 roku i 5. lokatą w korpusie oficerów żandarmerii. Funkcję dyrektora nauk pełnił do stycznia 1930 roku. W grudniu 1929 został wyznaczony na stanowisko pełniącego obowiązki dowódcy 10 dywizjonu żandarmerii w Przemyślu. Od 1933 do 1939 roku był dowódcą 6 dywizjonu żandarmerii we Lwowie. 27 czerwca 1935 roku został awansowany na podpułkownika ze starszeństwem z dniem 1 stycznia 1935 roku i 1. lokatą w korpusie oficerów żandarmerii.
W czasie kampanii wrześniowej 1939 roku był dowódcą żandarmerii Armii „Karpaty”. Następnie przedostał się na Węgry i do Francji. 16 marca 1940 roku przybył do Paryża i przejął od majora Czesława Mańkowskiego obowiązki szefa żandarmerii przy Naczelnym Wodzu i Ministrze Spraw Wojskowych. Po klęsce Francji ewakuował się do Wielkiej Brytanii, gdzie w latach 1940–1944 oraz 1946-1973 był szefem żandarmerii Sztabu Naczelnego Wodza i Ministerstwa Obrony Narodowej. W 1944 roku został awansowany na pułkownika w korpusie oficerów żandarmerii.
9 września 1963 roku został wybrany na członka Rady Rzeczypospolitej Polskiej z okręgu wyborczego w Londynie. Członkiem Rady pozostawał do jej rozwiązania 20 lipca 1968 roku. Był członkiem Kapituły Krzyża Orderu Wojennego Virtuti Militari, powoływany 7 marca 1960, 7 marca 1964, 7 marca 1966. Uchwałą Tymczasowego Rządu Jedności Narodowej z 26 września 1946 roku został pozbawiony obywatelstwa polskiego, które przywrócono mu w 1971 roku.
Kazimierz Chodkiewicz był członkiem loży „Orzeł Biały” zakonu Le Droit Humain do czasu jej samorozwiązania w 1938 roku. Od 1945 roku był członkiem loży „International Concord” tego zakonu. Od 1940 roku był członkiem Towarzystwa Teozoficznego w Edynburgu. W 1947 roku został założycielem i prezesem polskiego Ogniwa „Wawel” Towarzystwa Teozoficznego w Anglii. Autor wielu prac z zakresu ezoteryki, m.in. „Kraków. Ognisko sił tajemnych”.
Zmarł 16 maja 1980 w Londynie.

## Ordery i odznaczenia
- Krzyż Srebrny Orderu Wojskowego Virtuti Militari nr 5748 – 10 sierpnia 1922[24][1][25]
- Krzyż Oficerski Orderu Odrodzenia Polski – 3 maja 1961 roku „za zasługi położone w pracy w Sztabie Głównym”[26]
- Krzyż Walecznych dwukrotnie[1][25]
- Złoty Krzyż Zasługi – 10 listopada 1938 „za zasługi w służbie wojskowej”[27][14]